# Flying with Music
Flying with Music ist ein US-amerikanischer Musicalfilm aus dem Jahr 1942 unter der Regie von George Archainbaud, produziert von Hal Roach, vertrieben von United Artists. 
Harry Bernard bekommt einen Job als Reiseleiter in Südamerika, was ihm sehr entgegenkommt, da er sich zu leistenden Unterhaltszahlungen entziehen möchte. 

## Handlung
Ann Andrews lebt in Florida und gehört zur High Society. Sie schwärmt für den Nachtclub-Sänger Juan Matanza, der in der Karibik auftritt, und den sie bisher nur von einem Foto kennt, das er ihr zusammen mit einem Autogramm geschickt hat. Um ihn einmal persönlich zu sehen, überzeugt sie ihren Vater davon, sie zusammen mit vier ihrer Freundinnen dort hinreisen zu lassen, was sie als Bildungsreise deklariert. Miss Mullen, eine ältere Dame, werde sie begleiten, lässt sie ihren Vater vorsichtshalber schon einmal wissen. Der besteht jedoch darauf, dass ein weiterer Begleiter, ein älterer Herr, ebenfalls mitkommt. Ohne Mr. Andrews’ Wissen überträgt dieser jedoch kurz vor dem Flug seinen Job auf den ihm unbekannten Fremden Harry Bernard, da er unter starker Flugangst leidet. Harry kommt dieser Auftrag gerade recht, versucht er sich doch den New Yorker Detektiven Joe und Wilbur zu entziehen, die ihm wegen ausstehender Unterhaltsforderungen auf den Fersen sind – wie er glaubt. Auf dem Flug wirbt Don Terry, einer der Piloten, um Ann. Sie erzählt ihm, dass sie auf der Insel den Sänger Juan besuchen werde, da sie schon lange von ihm träume. Als sie nach der Landung erfährt, dass der Mann ihrer Träume in einem Club auf der Insel La Monica auftritt, stößt sie bei Harry auf viel Gegenliebe, als sie ihn bittet, sich dorthin zu begeben, da er sich immer noch verfolgt fühlt. 
Bei ihrer Ankunft werden sie in den Trubel der dort gerade überall stattfindenden Karnevalsveranstaltungen hineingezogen. Schließlich landen sie auch in dem Club, in dem Juan auftritt, wo Ann zu ihrer großen Enttäuschung feststellen muss, dass das Bild, das der Sänger ihr geschickt hat, noch aus der Zeit stammen muss, als er noch wesentlich jünger und um viele Pfunde leichter war. Ann weiß nun, dass ihre Liebe Don gehört, was sie ihn auch so schnell wie möglich wissen lassen will. Harry wiederum läuft den beiden Detektiven doch noch in die Arme und ist völlig verdutzt, als er den Grund ihrer Suche erfährt. Sie bringen ihm die Nachricht, dass er einen nicht unerheblichen Betrag in der Lotterie gewonnen hat. 

## Produktion und Hintergrund
In den USA wurde der Film am 22. Mai 1942 veröffentlicht, Premiere hatte er aber erst am 5. Dezember 1942 und kam dann Ende Dezember 1942 allgemein in die Kinos.
Arbeitstitel des Films war Cobana, einige Veröffentlichungen notierten den Arbeitstitel auch in der Schreibweise Cubana. Flying with Music war einer der von Hal Roach produzierten Kurzfilme, die gedacht waren, zusammen mit einem weiteren Film den Abend zu füllen. Die erste dieser Komödien war Tanks a Million von 1941.

## Kritik
Classic Film Guide zeigte sich von dem Film selbst wenig beeindruckt, da die Geschichte, die zwischen den ihn zusammenhaltenden Songs erzählt werde, „ziemlich lahm“ sei. Dass die Komödie nur eine Laufzeit von etwa 45 Minuten habe, sei in diesem Fall „ein Glück“.

## Auszeichnungen
1943 waren Edward Ward (Musik), Chet Forrest und Bob Wright (Text) mit ihrem Song Pennies for Peppino aus dem Soundtrack dieses Films für einen Oscar nominiert, der jedoch an Irving Berlin und seinen Song White Christmas aus dem Tanzfilm Musik, Musik ging. Edward war außerdem mit Flying with Music in der Kategorie „Beste Filmmusik in einem Musikfilm“ nominiert. Der Oscar ging jedoch an Ray Heindorf und Heinz Roemheld und den Musicalfilm Yankee Doodle Dandy.